# Renault PY
Le Renault PY est un châssis d'autobus construit par Renault et SCEMIA.

## Histoire

### Origines
À la fin des années 1920, Renault en partenariat avec SCEMIA projette un nouveau type de châssis surbaissé pour autobus selon les développements de l'époque tant pour en maximiser l'accessibilité, le confort, la stabilité et la sécurité (en abaissant le centre de gravité). Ce projet aboutit à la réalisation de deux châssis, les Renault PN et PY qui partagent la plupart de leurs organes mais se démarquent sur l'aménagement du châssis : le PN a une conception de style cabine à capot court, il est prévu pour être équipé d'une plateforme surbaissée à l'arrière et le poste de conduite est placé au dessus du moteur tandis que le châssis PY de conception à capot long est conçu avec un poste de conduite placé après l'essieu avant sans possibilité de plateforme arrière.

### À la STCRP
En 1929, la Société des transports en commun de la région parisienne (STCRP) achète 23 châssis PY qu'elle carrosse pour le service à un agent avec une seule porte après l'essieu avant devant le conducteur-receveur. Le véhicule ainsi carrossé fait 7,38 mètres de long pour 2,38 mètres de large. Ces véhicules sont réformés en 1939.

## Caractéristiques

### Dimensions
- Type de châssis : châssis échelle.
- Type de motorisation : propulsion.
- Empattement : 4 380 mm ;
- Porte-à-faux avant* : 1 000 mm ;
- Porte-à-faux arrière* : 2 600 mm ;
- Longueur du châssis : 7 980 mm.

* du châssis.

### Motorisation
Commun au PN et PY : essence, Renault à 4 cylindres en ligne à tête plate de 5,03 litres, d'une puissance allant de 30 ch (22 kW) à 1.000 tr/min (régime économique) à 45 ch (33 kW) à 1.500 tr/min (puissance maximale). Le radiateur est situé derrière le moteur. Le moteur est disposé longitudinalement au centre dans le porte-à-faux avant.
Le moteur est associé à une boîte de vitesses manuelle à 4 rapports. Les premiers véhicules livrés ont un embrayage à cône, tandis que les modèles ultérieurs intègrent un embrayage à disque.